# فرانکو فانتازیا
فرانکو فانتازیا (ایتالیایی: Franco Fantasia؛ ۵ مارس ۱۹۲۴ – ۱۰ نوامبر ۲۰۰۲) بازیگر اهل ایتالیا بود.
از فیلم‌هایی که وی در آن نقش داشته‌است، می‌توان به مستأجر طبقه بالا، عمر مختار، زامبی ۲، ال سید، مرد راه‌آهن، نشان ونوس، شمشیر و صلیب، کجا می‌روی، سینوهه، حیف که او بدذات است ، بن هور، هرکول، سامسون و اولیس، ال گرکو، واترلو، کالیفرنیا، شب‌های داغ دون ژوان، کوه خدای آدم‌خوار و زنان زندانی بند ۷ اشاره کرد.